# Scarlets
El Scarlets es uno de los 4 clubs profesionales de rugby de Gales que compiten en el United Rugby Championship, siendo el club que representa a las zonas del oeste y el norte del país. El club tiene su sede en la localidad de Llanelli.

## Historia
Cuando la Federación Galesa de Rugby decidió en el año 2003 que había que reducir el número de clubs profesionales que había en Gales para lograr que fuesen competitivos y económicamente viables, uno de los 9 clubs existentes era Llanelli RFC. Pese a que la intención de la federación era fusionar al club con Swansea RFC y Neath RFC, Llanelli RFC rechazó el plan, y finalmente se le permitió ser el núcleo del nuevo equipo en solitario. Hoy en día Llanelli RFC continúa siendo el propietario de Scarlets mientras continúa compitiendo en la liga local de Gales con un segundo equipo de jugadores amateur.
Durante sus primeros años de existencia el club disputó sus partidos como local en el viejo estadio Stradey Park de Llanelli, hasta la inauguración en 2008 del estadio Parc y Scarlets con capacidad para 14 870 espectadores.
Los Scarlets conquistaron la United Rugby Championship en su primera participación, en la temporada 2003/04. Desde ese año el club no ha vuelto a acabar entre los 3 primeros clasificados.
En la temporada 2005/06 comenzó la participación en la antigua copa inglesa de los 4 equipos profesionales de Gales con los 12 equipos de la Aviva Premiership inglesa, creándose la Anglo-Welsh Cup. En esa temporada los Scarlets llegaron a la final, en la que perdieron ante London Wasps. No han vuelto a alcanzar otra final.
Desde su fundación, el club no se ha ausentado ninguna temporada de la máxima competición continental, la Heineken Cup, siendo su mejor participación la de la temporada 2006/07, en la cual los Scarlets llegaron a semifinales y cayeron ante Leicester Tigers.
Alguno de los jugadores más destacables que han formado parte de los Scarlets son Dwayne Peel, David Lyons, Lee Byrne, Kees Meeuws, Wayne Proctor, Mark Taylor, Simon Easterby y Mark Jones.

## Títulos
- United Rugby Championship (2): 2003-04, 2016-17
- Subcampeón United Rugby Championship (1): 2017-18
- Subcampeón Copa Celta (1): 2004-05